# Takashi Kasahara
Takashi Kasahara (笠原 隆, Kasahara Takashi, 26 maart 1918 – ?) was een Japans voetballer die als middenvelder speelde.

## Clubcarrière
Kasahara speelde voor Keio University en Keio BRB. Kasahara veroverde er in 1937, 1939 en 1940 de Beker van de keizer.

## Japans voetbalelftal
Takashi Kasahara maakte op 16 juni 1940 zijn debuut in het Japans voetbalelftal tijdens een 2600th National Foundation Festival tegen de Filipijnen. Takashi Kasahara debuteerde in 1940 in het Japans nationaal elftal en speelde 1 interland.

## Statistieken
| Japans voetbalelftal | Japans voetbalelftal | Japans voetbalelftal |
| Jaar                 | Wed.                 | Dlp.                 |
| -------------------- | -------------------- | -------------------- |
| 1940                 | 1                    | 0                    |
| Totaal               | 1                    | 0                    |